# Suba de Berar
La suba de Berar fou una divisió administrativa de l'Imperi Mogol al Dècan.

## Història
El 1596 Chand Bibi la reina regent del sultanat d'Ahmednagar va cedir Berar a Sultan Murad, fill d'Akbar el Gran que atacava la seva capital. Sultan Murad va fundar a uns 10 km al sud de Balapur una ciutat que va anomenar Shahpur, que va convertir en la seva residència. A la mort de Murad el 1598, Akbar va decidir conquerir tot el Dècan. El 1599, el príncep Danyal Mirza, cinquè fill d'Akbar, amb l'exèrcit mogol, va conquerir finalment Ahmednagar (sent nomenat governador d'Ahmednagar, Berar i Khandesh, encara que prínceps vassalls sense poder van poder restar a Ahmednagar fins al 1636 quan finalment Xa Jahan va posar fi a la dinastia). Daniyal va morir el 1605 al mateix any que el seu pare Akbar.
El 1611 les províncies d'Ahmadnagar, Berar i Khandesh es van revoltar sota Malik Ambar un abissini representant dels sultans d'Ahmednagar. Jahangir va enviar a Raja Man Singh per aplanar la revolta. Man Singh va morir el 6 de juliol de 1614 a Ellichpur, i Malik Ambar va recuperar bona part del Dècan als mogols fins a la seva mort el 1626. El 1628 Shah Jahan va conquerir el Decan i la dinastia nizamshàhida d'Ahmednagar fou suprimida el 1636; el Dècan fou dividit en quatre subes o subahs (províncies) una de les quals fou Berar amb Ellichpur per capital i Gawilgarh com a fortalesa principal, i el fill de l'emperador, el futur Aurangzeb, fou nomenar virrei de les quatre subahs. L'administració interna seguia funcionant a la manera dels indis, i els oficials recaptadors a les parganes, desmukhs, van restar al seu lloc. En temps d'Aurangzeb (que fou virrei del 1636 al 1644 i per segona vegada del 1653 al 1657) haurien hagut d'abandonar els seus càrrecs i per això la major part es van fer musulmans.
Aurangzeb va utilitzar Berar com a base per les seves expedicions contra els sultanats de Bijapur i Golconda, i contra l'Índia del sud; però al mateix temps van començar els atacs de grups marathes per Berar i altres llocs. El 1680 el maratha Sambhaji, fill de Sivaji, la va saquejar, i el 1698 el germanastre i successor de Sambhaji, Rajaram, es va aliar a raja gond de Deogarh, Bakht Buland (que abans s'havia fet musulmà per obtenir el suport d'Aurangzeb) i junts van devastar altre cop el Berar. Els atacs van seguir al segle següent.
El 1718 Sayyid Abdullah i Sayyid Husain Ali Khan, els ministres de l'emperador Farrukhsiyar, coneguts com els sayyids, van reconèixer les reclamacions marathes per cobrar el chauth al Berar, un quart dels rendiments, i els va concedir també recaptar entre els ryots la contribució anomenada sardesmukki, que sembla que era una taxa pel nomenament o el reconeixement de l'antic ofici hindú de deshmukh que pujava un deu per cent de les rendes.
El 1719 va pujar al tron de Delhi Muhammad Shah però el govern efectiu seguia en mans dels germans sayyids. Chin Kilij Khan, després conegut com a Asaf Jah, que s'havia distingit en les guerres d'Aurangzeb, havia estat nomenat governador virrei de Dècan amb el títol de Nizam al-Mulk, però tenia l'oposició de la cort a Delhi, que va enviar instruccions secretes a Mubariz Khan, governador de Khandesh, ordenant sotmetre a Asaf Jah per la forá de les armes. El 1724 es va lliurar la batalla de Shakarkhelda (després districte de Buldhana o Buldana) en que Mubariz fou derrotat, i Asaf Jah va quedar virtualment independent al Dècan, i aviat va establir la seva capital a Hyderabad i fou conegut com el nizam d'Hyderabad. Shakarkhelda va ser rebatejada Fathkhelda, o "Vila de la victòria". Berar fou des de 1724 part dels dominis independents del nizam.

## Administració i rendes
Se li va aplicar el sistema de Todar Mal (conegut com a bandobast). La suba tenia uns 185.000 km² i limitava al nord amb Handia, a l'est amb el fort de Vairagad prop de Bastar, al sud amb Telingana i a l'oest amb Mahkarabad. Ellichpur era la capital i les fortaleses principals eren Gawilgarh, Narnala, Pavanar, Khedala, Manikdurg i Mahur. Estava dividida en tretze sarkars (cercles) i 242 parganes.
Els sarkars i parganes foren:
| Sarkar      | Pargana                                 |
| ----------- | --------------------------------------- |
| Gavil       | 46 parganes, Ellichpur capital de Berar |
| Khedala     | 35 parganes                             |
| Pavanar     | 5 parganes                              |
| Narnala     | 34 parganes                             |
| Kalamb      | 31 parganes                             |
| Washim      | 8 parganes                              |
| Mahur       | 20 parganes                             |
| Manikdurg   | 8 parganes                              |
| Pathri      | 18 parganes                             |
| Telangana   | 19 parganes                             |
| Ramgad      | 5 parganes                              |
| Mehkar      | 4 parganes                              |
| Baitulawadi | 9 parganes                              |

Els ingressos el 1596 eren 64.26.03.270 dams de Delhi la major part procedent de les taxes de la terra. La moneda corrent era la Tanka-i-Barari, el Dam i la Rúpia. Una Tanka-i-Barari era equivalent a 16 dams de Delhi i més tard a 24 dams o 8 tanka de Delhi